# 熊井才吉
熊井 才吉（くまい さいきち、1878年（明治11年）10月30日 - 1950年（昭和25年）7月4日）は、明治時代後期から昭和時代前期の台湾総督府官僚。

## 経歴
熊井才次郎の三男として、長野県上水内郡平出村（牟礼村、中郷村、牟礼村を経て現飯綱町）に生まれる。1899年（明治32年）10月、台湾巡査練習生を拝命し台中県巡査として北斗弁務署に勤務する。ついで彰化庁巡査を経て、1905年（明治38年）2月、督府警部考試試験に合格。彰化庁警部補員林支庁勤務となり、彰化警察課勤務、台中庁警部警務課勤務、台中地方法院検察官代理、府警部民政部警察本署勤務、支那出張、沙鹿支庁長、桃園庁警部警務課長、台南州警部警務部保安課長、澎湖庁警務課長兼馬公支庁長、台中州警務部警務課長を経て、1928年（昭和3年）9月、新竹州大湖郡守に就任した。
1931年（昭和6年）台北州文山郡守に転じ、1932年（昭和7年）台中州豊原郡守となり、1933年（昭和8年）10月、退官した。退官後は、愛国婦人会台湾本部主事、婦人事業後援会、台北高等技芸女学校各理事、専売局煙草買捌人組合高雄州支部長などを務めた。

## 栄典
位階
- 1921年（大正10年）9月 - 従七位[1]
- 1929年（昭和4年）3月 - 正七位[1]
- 1932年（昭和7年） - 従六位[4]

勲章等
- 1914年（大正3年）2月 - 勲八等瑞宝章[1]
- 1921年（大正10年）9月 - 勲七等瑞宝章[1]